# Prydlig pärlemorfjäril
Prydlig pärlemorfjäril (Boloria euphrosyne) är en orange fjäril med ett mönster av brunsvarta fläckar. Den flyger i början av sommaren, i maj och juni. Fjärilslarverna lever på och äter violer. 

## Utseende
Vingbredden varierar mellan 31 och 45 millimeter. Hanen och honan är lika varandra. Ovansidan är orange med ett stort antal brunsvarta fläckar mer eller mindre ordnade i ränder och band. På undersidan är framvingen blekare orange med brunsvarta fläckar och i framhörnet ljusare bruna och gulaktiga små fält. Bakvingens undersida är mönstrad med fält i rödbrunt, gult och orange och där finns också enstaka brunsvarta fläckar. Längs ytterkanten finns vita fläckar. Det finns även två större vita fläckar, en mitt på bakvingen och en närmast kroppen.

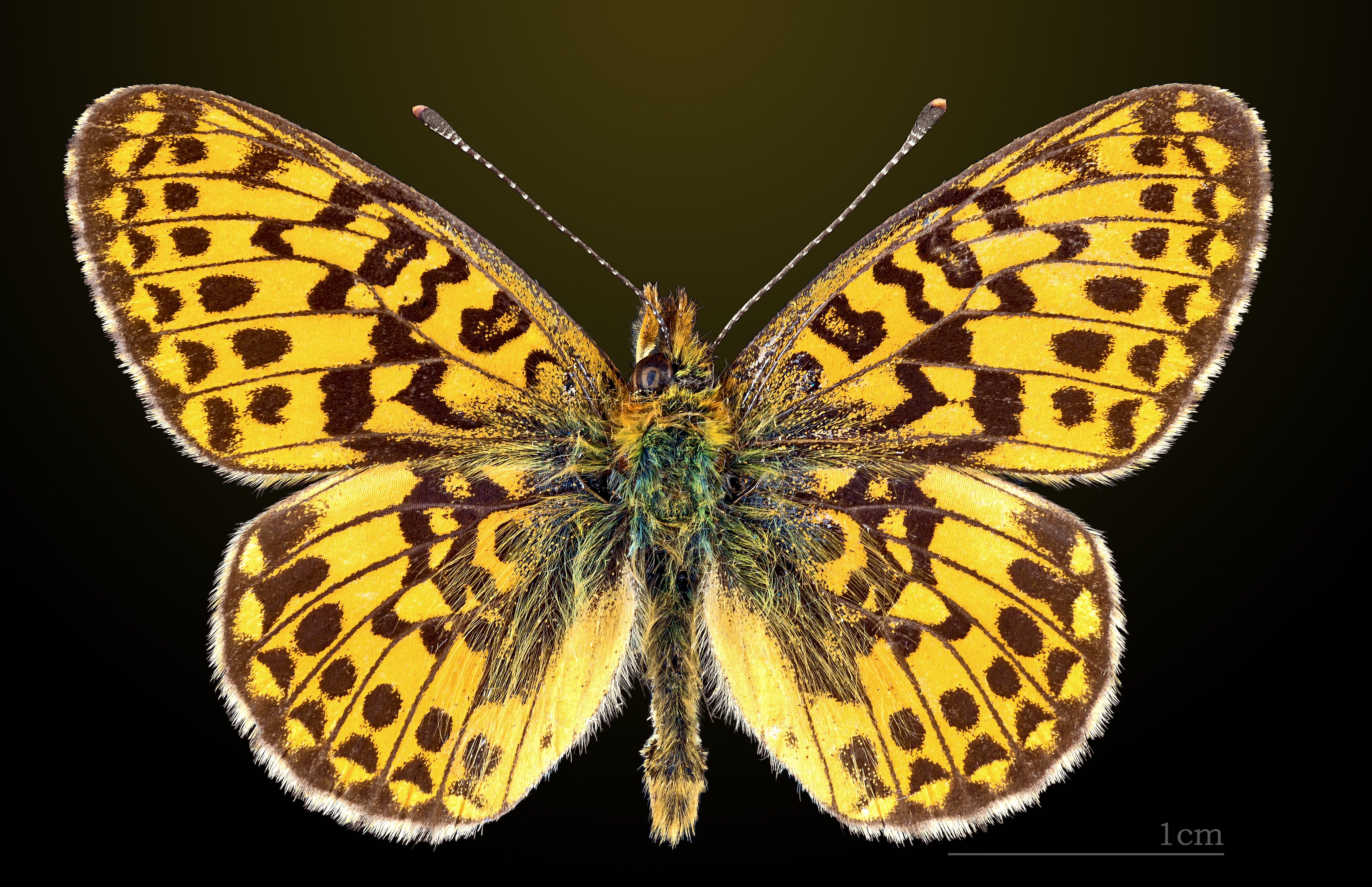
Ovansidan.
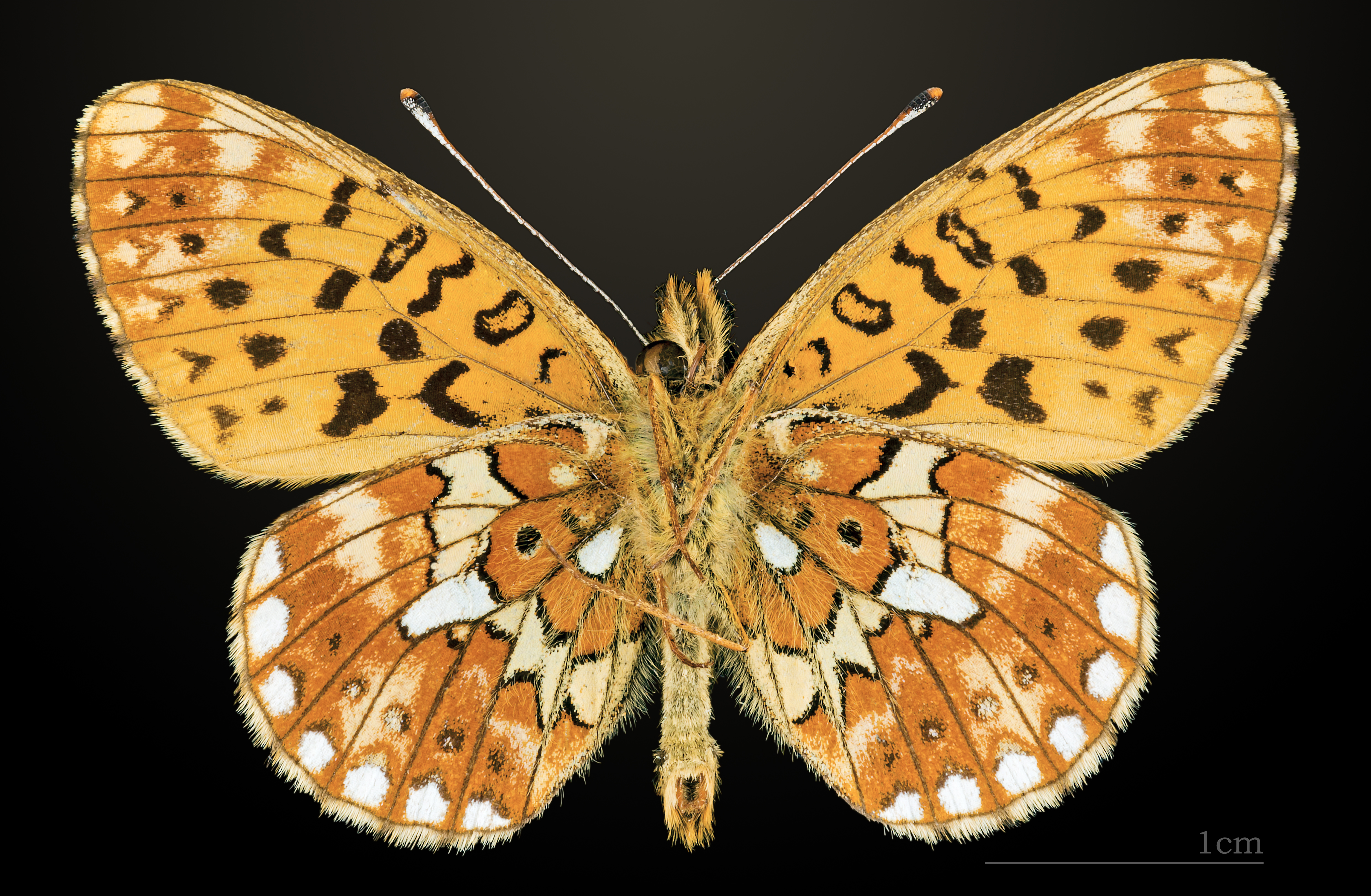
Undersidan.

Larven är svart och taggig och taggarna på ryggen är gula. Den blir upp till 25 millimeter lång.

## Levnadssätt
Denna fjäril, liksom alla andra fjärilar, genomgår under sitt liv fyra olika stadier; ägg, larv, puppa och fullvuxen (imago). En sådan förvandling kallas för fullständig metamorfos.
Flygtiden, den period när fjärilen är fullvuxen, infaller i maj och juni. Under flygtiden parar sig fjärilarna och honan lägger äggen på eller i närheten av larvens värdväxter. Ur ägget kläcks larven. Värdväxter, de växter larven lever på och äter av, är framför allt olika arter i violsläktet men även odon och skvattram har rapporterats.
Larven äter och växer en del innan den övervintrar. När den vaknar tidigt på våren fortsätter den att äta under en till två månader och därefter förpuppas den. Efter ungefär två veckor kläcks den fullbildade fjärilen ur puppan och en ny flygtid börjar.

### Habitat
Den prydliga pärlemorfjärilens habitat, den omgivning den lever i, kan vara varierande slag av miljöer men där ska finnas gräs och annan lågväxande vegetation.

## Utbredning
Denna fjärils utbredningsområde är i stort sett hela Europa utom Island och österut genom Kaukasus, Uralbergen och Sibirien till Amurområdet och Kamtjatka.

## Systematik
Ibland placeras denna art i släktet Clossiana, men oftare anges detta som ett undersläkte till Boloria.
Fjärilens artepitet är euphrosyne och den är uppkallad efter en av de tre chariterna i grekisk mytologi, Eufrosyne.